# Акуто
Аку̀то (на италиански: Acuto, на местен диалект Aùto, Ауто) е село и община в Централна Италия, провинция Фрозиноне, регион Лацио. Разположено е на 724 m надморска височина. Населението на общината е 1910 души (към 2010 г.).